# Cantó d'Archiac
El cantó d'Archiac és un cantó francès del departament del Charente Marítim, al districte de Jonzac. Té 17 municipis i el cap és Archiac.

## Municipis
- Allas-Champagne
- Archiac
- Arthenac
- Brie-sous-Archiac
- Celles
- Cierzac
- Germignac
- Jarnac-Champagne
- Lonzac
- Neuillac
- Neulles
- Saint-Ciers-Champagne
- Saint-Eugène
- Saint-Germain-de-Vibrac
- Sainte-Lheurine
- Saint-Maigrin
- Saint-Martial-sur-Né

| Data d'elecció                           | Identitat                      | Partit          | Qualitat                                        |
| ---------------------------------------- | ------------------------------ | --------------- | ----------------------------------------------- |
| 1833-1836                                | François Guichard              |                 |                                                 |
| 1836-1861                                | Christophe Banchereau-Lagrange |                 | Magistrat                                       |
| 1861-1867                                | Camille Gallut                 |                 | Notari, alcalde d'Archiac 1848-1852/1855-1857   |
| 1867-1870                                | Félix Dubreuilh                |                 | Jutge de Pau                                    |
| 1870-1871                                | Basile Saboureaud              |                 | Negociant a Archiac                             |
| 1871-1898                                | Emile Larquier                 |                 | Doctor en Medicina, alcalde d'Arthenac          |
| 1898-1917                                | Paul Larquier                  |                 | Doctor en Medicina, alcalde d'Archiac 1888-1917 |
| 1919-1934                                | Clément Barabeau               | rad.            | Propietari, alcalde de Jarnac-Champagne         |
| 1934-1942                                | Raymond Babin                  |                 | Doctor en Medicina, alcalde d'Archiac 1919-1941 |
| 1945-1966                                | Marcel Bidet                   | rad.            | Veterinari, alcalde d'Archiac 1945-1971         |
| 1966-1992                                | Jean Gendron                   | DVG després PS  | Mestre                                          |
| 1992-2004                                | François Robin                 | DVD després UMP | Doctor Veterinari, alcalde d'Archiac 1995-2008  |
| 2004-2011                                | Michel Lachaize                | PS              | Agricultor, alcalde de Germignac després 2001   |
| 2011-en curs                             | Chantal Guimberteau            | DVD             | Alcalde d'Arthenac                              |
| les dades anteriors no són pas conegudes |                                |                 |                                                 |
|                                          |                                |                 |                                                 |

| A partir de 1990: Població sense dobles comptes |